# Ocotea karsteniana
Ocotea karsteniana är en lagerväxtart som beskrevs av Carl Christian Mez. Ocotea karsteniana ingår i släktet Ocotea och familjen lagerväxter. Inga underarter finns listade i Catalogue of Life.